# 4 passi fra le nuvole
4 passi fra le nuvole (reso "Quattro passi fra le nuvole" sulla locandina) è un film commedia del 1942 diretto da Alessandro Blasetti. Considerato tra i film precursori del neorealismo italiano, insieme a Fari nella nebbia, Ossessione e I bambini ci guardano.
Ha avuto due rifacimenti: Era di venerdì 17 (1956) e Il profumo del mosto selvatico (1995). È stato in seguito inserito, come opera rappresentativa, nella lista dei 100 film italiani da salvare.

## Trama

Magnaschi (Enrico Viarisio) e Paolo Bianchi (Gino Cervi) sul treno; dietro di loro Maria (Adriana Benetti)

Paolo Bianchi è un commesso viaggiatore di una ditta di dolciumi, con moglie e due figli; un giorno, sul treno che prende per lavoro, incontra un collega, Magnaschi: i due si mettono a parlare vicino al finestrino. Mentre conversano, una giovane donna occupa per sbaglio il posto a sedere di Paolo. L'uomo la fa alzare ma poi, vedendo che la giovane sembra alquanto provata, cambia idea e glielo cede. All'arrivo del controllore, la ragazza non trova il biglietto e cade nel panico. Il bigliettaio si innervosisce, ma Paolo interviene in difesa della ragazza.
Durante una vivace discussione la ragazza finalmente trova il suo biglietto. Quando è la volta di Paolo, il controllore gli chiede di mostrare l'abbonamento, ma egli non riesce a trovarlo. Il controllore gli intima di scendere con lui alla fermata successiva, per fare le opportune verifiche. Nella stanza del capostazione, Paolo mostra la sua irritazione, dovendo ripartire per lavoro, ma i controllori prendono tempo. Appena arriva la conferma che Paolo possiede un abbonamento, viene lasciato andare, ed essendo ormai giunto tardi per prendere la corriera, sale su di un'altra che arriva a Castelpiano, e si ritrova casualmente vicino alla stessa ragazza incontrata in treno. Paolo e la ragazza iniziano a chiacchierare.

A una tappa successiva, mentre la corriera si ferma per fare benzina, la giovane donna confessa a Paolo il desiderio di non tornare a casa, testimoniando uno stato d'animo affranto. Intanto, a causa di un gregge di pecore, la corriera finisce fuori strada. Siccome c'è del tempo da aspettare, Paolo fa un tratto di strada a piedi con la ragazza. Improvvisamente la ragazza si sente male; a quel punto Paolo comincia a sospettare qualcosa, e la ragazza gli confessa di essere in attesa di un bambino, il cui padre è fuggito lasciandola sola. Maria gli chiede quindi un grosso favore: accompagnarla a casa e fingersi suo marito. Paolo inizialmente si scandalizza all'idea, ma poi accetta di aiutarla e i due si presentano alla famiglia della ragazza come marito e moglie.

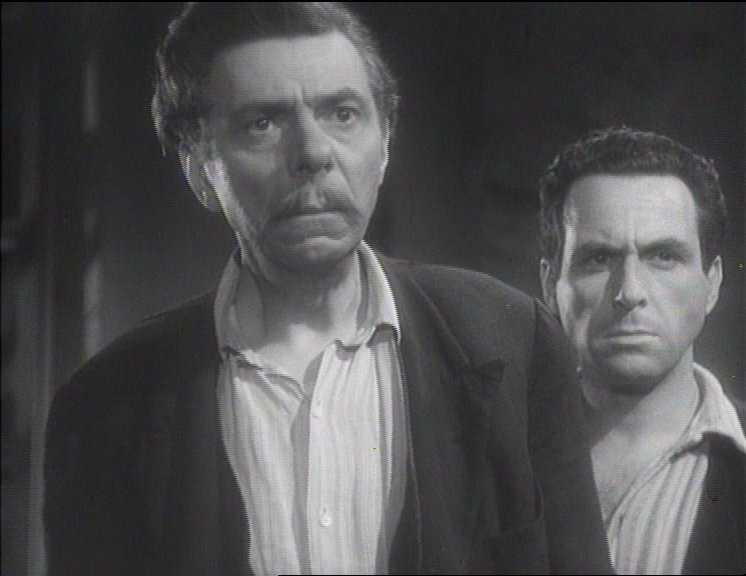
Luca (Aldo Silvani) e Pasquale (Guido Celano), padre e fratello di Maria

Maria, nel frattempo, accusa un lieve malessere, che in tale occasione Paolo spiega rivelando lo stato di Maria. Paolo, che pensava di poter ripartire subito, è invece costretto dalle circostanze a rimanere a cena con tutta la famiglia, trovandosi nella imbarazzante situazione di dover passare la notte nella casa dove intanto i genitori di Maria hanno approntato una camera per consentire di trascorrere la notte agli sposi. E così, continuando nella finzione, Paolo e Maria si ritrovano nella stessa camera da letto: egli le dichiara il proprio disappunto per quella situazione che lo ha coinvolto oltre misura e dunque esce dalla stanza.

Al mattino si risveglia e, di buon umore, decide di accettare l'invito del padre di Maria a visitare il podere, accompagnandoli Maria stessa. Trascorre così un momento di serenità nel quale rivela a Maria la sua amicizia, ricambiato dalla riconoscenza di lei per quanto fatto. Al ritorno Paolo viene accolto dal padre, il fratello e il nonno di Maria in tutt'altra atmosfera: dal campionario di Paolo, aperto la sera prima, è uscita una foto che ritrae la vera famiglia di Paolo, ovvero la sua vera moglie e i figli. A quel punto Paolo rivela quanto avvenuto e, compresa la situazione, il padre di Maria acconsente a che possa allontanarsi. Ma prima di uscire Paolo difende la ragazza con un discorso appassionato, riuscendo a convincere i familiari a tenerla fra loro. Paolo si allontana, prende alla fine la corriera e torna a casa in città, dove lo attende il ritorno alla solita vita di tutti i giorni.

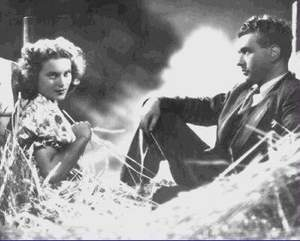
Maria (Adriana Benetti) e Paolo (Gino Cervi) sul carro da fieno

## Produzione

### Cast
Per il ruolo di protagonista venne scelto Gino Cervi il quale era stato, alcuni anni prima, il doppiatore di Clark Gable nel grande road movie di Frank Capra Accadde una notte, film che ha diversi aspetti in comune con 4 passi fra le nuvole.

### Riprese
Il film venne girato completamente a Roma, agli Studi di Cinecittà.

## Distribuzione
Il film uscì nelle sale cinematografiche italiane il 23 dicembre 1942.

## Accoglienza

### Critica
Alcuni critici ritengono che il lungometraggio sia precursore, insieme ad altre creazioni dello stesso Blasetti (1860 e Vecchia guardia), di alcune caratteristiche del neorealismo italiano.

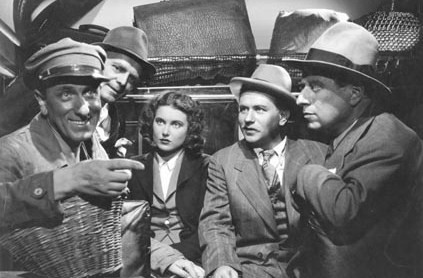
Al centro Maria (Adriana Benetti) e Paolo (Gino Cervi) sulla corriera; in primo piano a sinistra Mario Siletti

(Giuseppe De Santis, per Cinema, recensione del 10 gennaio 1943)
(Mario Gromo, per La Stampa, recensione del 30 gennaio 1943)

## Riconoscimenti
- 1942 - British Academy Film Awards
  - Miglior film a Alessandro Blasetti

## Remake
Il film conta ben due remake:
- Era di venerdì 17: il primo remake del film, del 1956, con Fernandel nel ruolo di Gino Cervi, Giulia Rubini in quello di Adriana Benetti e Fosco Giachetti in quello di Silvani. Cammeo di Alberto Sordi nel ruolo di Carlo Romano, autista della corriera.
- Il profumo del mosto selvatico: la versione hollywoodiana del film, uscito nel 1995, con Giancarlo Giannini nel ruolo di Aldo Silvani, Anthony Quinn in quello di Giacinto Molteni e Keanu Reeves nel ruolo che fu di Gino Cervi.[8]